# Naissance en 1067
Naissance
- 1063
- 1064
- 1065
- 1066
- 1067
- 1068
- 1069
- 1070
- 1071

Cette page dresse une liste de personnalités nées au cours de l'année 1067 :
- Abu Hafs Umar an-Nasafi (en), Najm ad-Dīn Abū Ḥafṣ ‘Umar ibn Muḥammad an-Nasafī, juriste, théologien, historien.

date incertaine (vers 1067/1068)
- Ari Þorgilsson, prêtre, chef et historien islandais.